# Abarsal
Abarsal va ser una ciutat-estat de Mesopotàmia a la zona de l'Eufrates mig, no identificada de moment. A les Tauletes d'Ebla es va trobar un text que documentava un tractat entre Ebla i un estat oriental de nom Abarsal. Aquest document és el conegut com Tractat entre Ebla i Abarsal.
Quan es va descobrir aquest document van començar les discussions entre els estudiosos per establir el lloc on era Abarsal. Alguns autors pretenen identificar-la amb Assur, que més endavant seria la capital d'Assíria, però més probablement seria la ciutat d'Aburru esmentada en diversos texts de les tauletes de Mari, que estava situada al sud d'Emar, a Qalat Gabir. Una altra teoria diu que podria ser Apišal o algun altre lloc que es podria localitzar a Síria, potser a les ribes de l'Eufrates o a les del riu Khabur. El rei Iblul-El cap a l'any 2420 aC es titulava "Rei de Mari i Abarsal".